# Datura ceratocaula
Datura ceratocaula là loài thực vật có hoa trong họ Cà. Loài này được Ortega mô tả khoa học đầu tiên năm 1797.